# Gornjaki (Hrašćina)
 Gornjaki  falu Horvátországban Krapina-Zagorje megyében. Közigazgatásilag Hrašćinához tartozik.

## Fekvése
Krapinától 30 km-re délkeletre, községközpontjától 1 km-re keletre a megye északkeleti részén, a Horvát Zagorje területén fekszik.

## Története
A településnek 1857-ben 167, 1910-ben 313 lakosa volt. Trianonig Varasd vármegye Zlatari járásához tartozott.
2001-ben 159 lakosa volt.

## Külső hivatkozások
Hrašćina község hivatalos oldala